# Francesc Antoni Sirera i Riera
Francesc Antoni Sirera i Riera (Novelda, 1748 - ?) fou advocat i aristòcrata valencià. Pertanyia al braç noble de Novelda, va ser capità dels Voluntaris Honrats durant la Guerra del Francès i exercí com a advocat. Va ser elegit diputat a les Corts de Cadis el 28 de juny de 1813 en substitució d'Antoni Samper i Samper, mort a Cadis l'any abans. Va romandre poc temps a Cadis.